# 필리프 얀코비치
필리프 얀코비치(세르보크로아트어: Филип Јанковић, 1995년 1월 17일, 세르비아 베오그라드 ~ )는 세르비아의 축구 선수이다.

## 수상
레드 스타
- 세르비아 컵 (1): 2011–12